# Paromoeocerus stictonotus
Paromoeocerus stictonotus là một loài bọ cánh cứng trong họ Cerambycidae.